# Chordadieren
Chordadieren (Chordata) vormen een stam in het dierenrijk, waartoe de gewervelden, slijmprikken, manteldieren en lancetvisjes behoren. De stam omvat alle dieren die, althans in aanleg, een chorda hebben. Dit is een flexibel, staafachtig orgaan in de rug van het dier. Van de oorspronkelijke chorda is meestal alleen in het embryonale stadium nog iets terug te vinden.
Er zijn fossielen van chordaten gevonden die stammen uit de tijd van de Cambrische explosie, 541 miljoen jaar geleden. Fylogenetisch gezien worden gewervelde dieren – chordaten waarbij de chorda tijdens de ontwikkeling wordt vervangen door een wervelkolom – beschouwd als een subgroep van de clade Craniata: alle chordaten met een schedel. De Craniata en Tunicata (ofwel manteldieren) vormen samen de clade Olfactores.
Chordaten zijn bilateraal symmetrisch en hebben een coeloom, een goed ontwikkeld gesloten circulatiestelsel, en vertonen metamere segmentatie. Naast de chorda dorsalis zijn andere definiërende kenmerken de dorsale zenuwstreng, de gespierde postanale staart en de faryngeale spleten. Er zijn meer dan 65.000 soorten chordaten beschreven, waarvan ongeveer de helft beenvisachtigen zijn.

## Oorsprong en evolutie
De chordata zijn evolutionair te herleiden tot lancetvisachtige vormen van 550 miljoen jaar geleden, bijvoorbeeld de Pikaia. De naaste verwanten van de chordaten zijn de stekelhuidigen (Echinodermata) en de eikelwormen (Hemichordata), waarmee ze embryologische en larvale kenmerken delen. Samen vormen zij de superstam van de nieuwmondigen (Deutero-stomata).
Stekelhuidigen en chordaten hebben gemeen dat zij een primair sessiele levenswijze vertonen. Zeelelies (Crinoidea) en zakpijpen (Ascidiacea) zijn primitieve vertegenwoordigers van hun groepen, die nog steeds een sessiele levenswijze hebben. Omdat de larven van zakpijpen sterk op volwassen lancetvisjes lijken, is de theorie dat de 'hogere' chordaten ontstonden doordat het volwassen stadium op een gegeven moment verloren ging (neotenie). Uit een lancetvisachtige vorm ontstonden dan later door toevoeging van een schedel en wervels de Craniata (slijmprikken en gewervelden).

## Fylogenie
|  |  |              |              |              |              |              |              |  |  | Manteldieren (Urochordata/Tunicata) |  |                                |                                |                                |                                |                                |                                |  |  |                          |
|  |  |              |              |              |              |              |              |  |  |                                     |  |                                |                                |                                |                                |                                |                                |  |  |                          |
|  |  |              |              |              |              |              |              |  |  |                                     |  |                                |                                |                                |                                |                                |                                |  |  |                          |
|  |  | Chordadieren | Chordadieren | Chordadieren | Chordadieren | Chordadieren | Chordadieren |  |  |                                     |  | Schedellozen (Cephalochordata) | Schedellozen (Cephalochordata) | Schedellozen (Cephalochordata) | Schedellozen (Cephalochordata) | Schedellozen (Cephalochordata) | Schedellozen (Cephalochordata) |  |  |                          |
|  |  | Chordadieren | Chordadieren | Chordadieren | Chordadieren | Chordadieren | Chordadieren |  |  |                                     |  | Schedellozen (Cephalochordata) | Schedellozen (Cephalochordata) | Schedellozen (Cephalochordata) | Schedellozen (Cephalochordata) | Schedellozen (Cephalochordata) | Schedellozen (Cephalochordata) |  |  |                          |
|  |  |              |              |              |              |              |              |  |  |                                     |  |                                |                                |                                |                                |                                |                                |  |  | Slijmprikken (Myxini)    |
|  |  |              |              |              |              |              |              |  |  |                                     |  |                                |                                |                                |                                |                                |                                |  |  |                          |
|  |  |              |              |              |              |              |              |  |  |                                     |  | Craniata                       |                                |                                |                                |                                |                                |  |  |                          |
|  |  |              |              |              |              |              |              |  |  |                                     |  |                                |                                |                                |                                |                                |                                |  |  |                          |
|  |  |              |              |              |              |              |              |  |  |                                     |  |                                |                                |                                |                                |                                |                                |  |  | Gewervelden (Vertebrata) |
|  |  |              |              |              |              |              |              |  |  |                                     |  |                                |                                |                                |                                |                                |                                |  |  |                          |

## Taxonomie

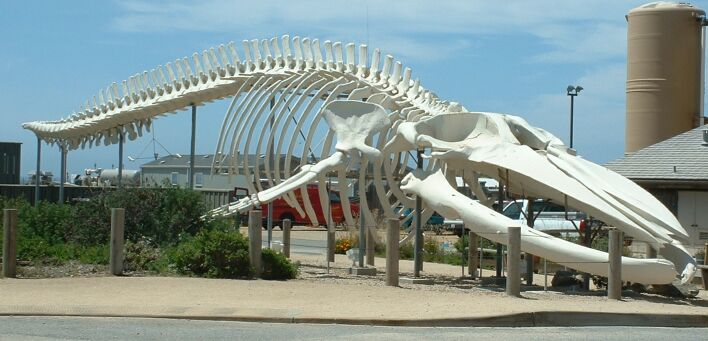
Een skelet van de blauwe vinvis, het grootste dier van de wereld

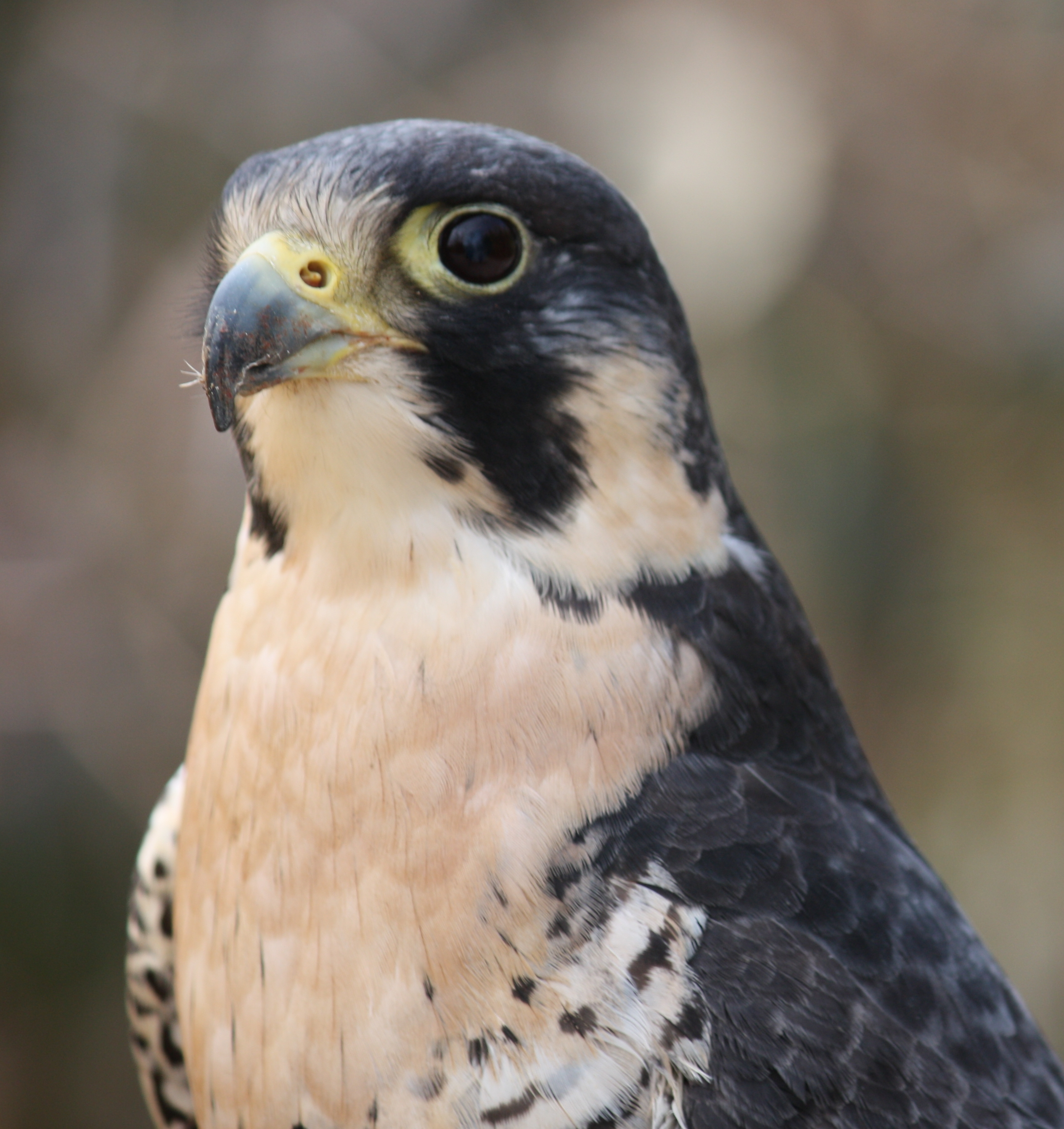
Een slechtvalk, het snelste dier van de wereld

Het volgende schema is afkomstig uit de derde editie van Vertebrate Palaeontology.
- Stam: Chordata (Chordaten)
  - Onderstam: Cephalochordata (Schedellozen) (30 soorten)
    -  Klasse: Leptocardii (Lancetvisjes)

  - Onderstam: Tunicata (Manteldieren) (Lamarck, 1816) (2792 soorten)
    - Klasse: Appendicularia (Mantelvisjes) (Fol, 1874)
    - Klasse: Ascidiacea (Zakpijpen) (Nielsen, 1995)
    - Klasse: Sorberacea
    -  Klasse: Thaliacea (Salpen) (Nielsen, 1995)

  -  Onderstam: Vertebrata (Gewervelden), inclusief de Craniata (57.674 soorten)
    - Infrastam: incertae sedis
      -  Superklasse: Agnatha (Kaakloze vissen) (parafyletisch) (ongeveer 100 soorten)
        - Klasse: Conodonta †
        - Klasse: Myxini (waaronder de Slijmprikken) (65 soorten)
        -  Klasse: Petromyzontida

    -  Infrastam: Gnathostomata
      - Superklasse: incertae sedis
        - Klasse: Acanthodii †
        - Klasse: Chondrichthyes (Kraakbeenvissen) (ongeveer 900 soorten)
        -  Klasse: Placodermi †

      - Superklasse: Osteichthyes (Beenvisachtigen) (ongeveer 30.000 soorten)
        - Klasse: Actinopterygii (Straalvinnigen) (ongeveer 30.000 soorten)
        -  Klasse: Sarcopterygii (Kwastvinnigen) (8 soorten)

      -  Superklasse: Tetrapoda (Viervoeters) (ongeveer 28.000 soorten)
        - Klasse: Amphibia (Amfibieën) (ongeveer 7000 soorten)
        - Klasse: Aves (Vogels) (ongeveer 11.000 soorten)
        - Klasse: Mammalia (Zoogdieren) (ongeveer 5500 soorten)
        - Klasse: Reptilia (Reptielen) (ongeveer 10.200 soorten)
        -  Klasse: Synapsida (Synapsiden) (ongeveer 4000 soorten)